# Urraque de Portugal
Urraque de Portugal (1148-1211), fut reine de León de 1165 à 1171 ou 1172 par son mariage avec Ferdinand II. Elle est la fille aînée du premier roi de Portugal Alphonse Ier et de Mathilde de Savoie et la mère d'Alphonse IX. Après que son mariage fut annulé, elle entra dans les ordres.
Elle fait partie de la liste des femmes mentionnées sur The Dinner Party, une installation artistique de Judy Chicago.

## Famille

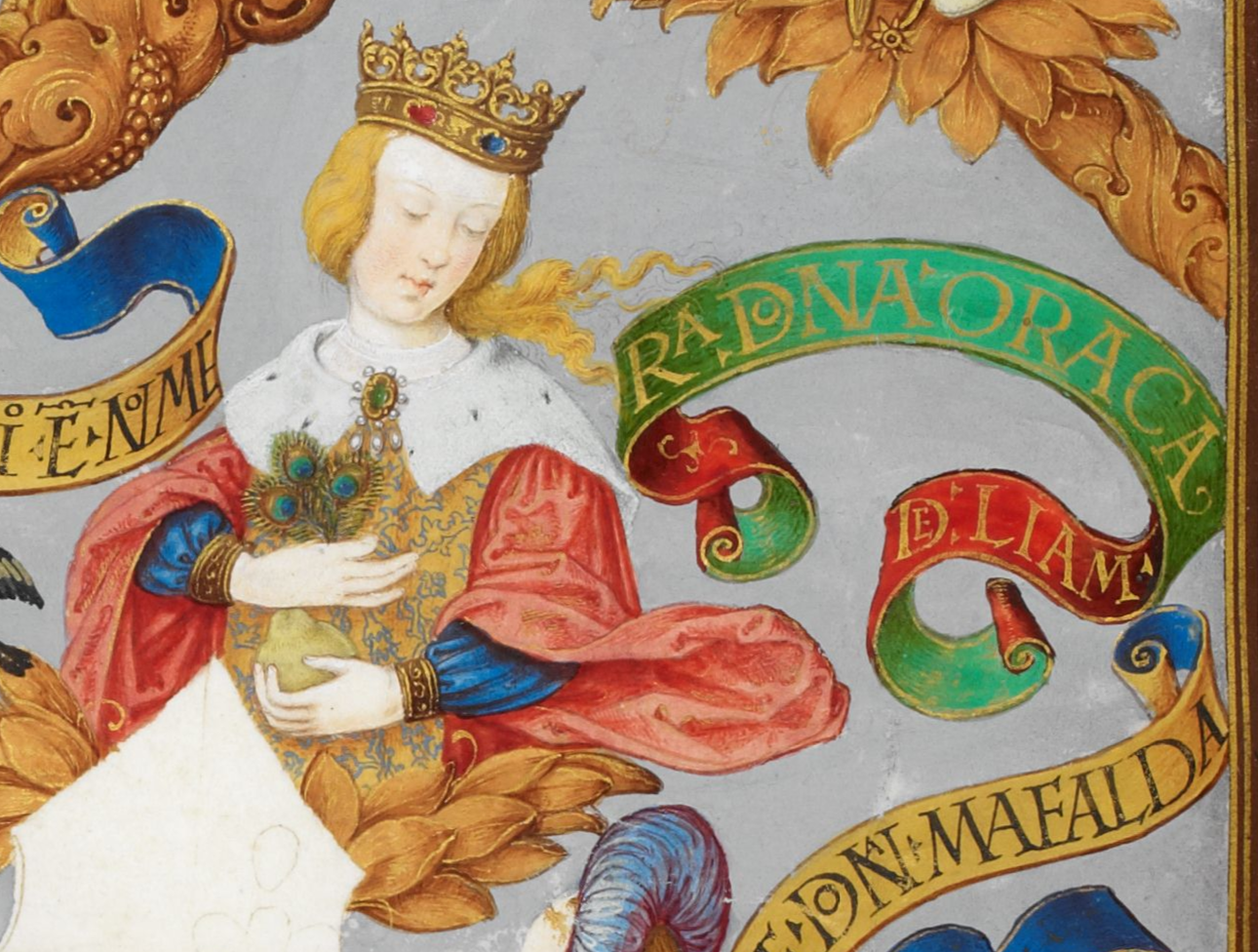
Portrait d'Urraque dans le manuscrit de la généalogie des rois de Portugal.

Urraque est née à Coimbra en 1148. Elle est la fille aînée du roi Alphonse Ier de Portugal et de Mathilde de Savoie. Elle avait six frères et sœurs dont Sanche Ier et Mathilde de Portugal, comtesse de Flandre puis duchesse de Bourgogne. 
En mai ou juin 1165, Urraque épouse Ferdinand II de León. Le seul enfant né de ce mariage, Alphonse IX, est né à Zamora le 15 août 1171. Le mariage de Ferdinand II et d'Urraque est annulé en 1171 ou 1172 par le pape Alexandre III car ils étaient cousins au second degré, étant tous deux des arrière-petits-enfants d'Alphonse VI de León.

## Monachisme
Après l'annulation de son mariage, Urraque devient nonne et rejoint l'Ordre de Saint-Jean de Jérusalem avant de se retirer dans les domaines constituant son douaire à Zamora. Plus tard, elle intégra le monastère de Santa María de Wamba qui appartenait à l'ordre susmentionné.
Le 25 mai 1176, Urraque offre des domaines à l'Ordre de Saint-Jean. Ces domaines comprenaient Castroverde de Campos et  Mansilla dans le León et Salas et San Andrés dans les Asturies. Elle était présente en 1188 au couronnement de son fils Alphonse IX. Le 4 mai de la même année, les deux confirment les privilèges accordés par l'ancien roi à l'Ordre de Santiago. Sa présence est rapportée pour la dernière fois dans une charte de 1211 où elle donne à la cathédrale de Zamora le village de Castrotorafe qu'elle avait reçu de son mari en cadeau de mariage.
Urraque meurt à Wamba en 1211. Elle est inhumée au monastère de Santa María de Wamba.